# Tenrec ratllat
Els tenrecs ratllats (Hemicentetes) són un gènere de tenrecs que conté dues espècies: el tenrec ratllat de les terres altes (H. nigriceps) i el tenrec ratllat de les terres baixes (H. spinosus).